# Parham (West Sussex)
Parham – wieś w Anglii, w hrabstwie West Sussex, w dystrykcie Horsham. Leży 22 km na północny wschód od miasta Chichester i 71 km na południe od Londynu. W 2001 miejscowość liczyła 214 mieszkańców.